# Leptosporella gregaria
Leptosporella gregaria är en svampart som beskrevs av Penz. & Sacc. 1897. Leptosporella gregaria ingår i släktet Leptosporella, klassen Sordariomycetes, divisionen sporsäcksvampar och riket svampar.   Inga underarter finns listade i Catalogue of Life.